# Steatococcus samaraius
Steatococcus samaraius är en insektsart som beskrevs av Morrison 1927. Steatococcus samaraius ingår i släktet Steatococcus och familjen pärlsköldlöss. Inga underarter finns listade i Catalogue of Life.